# August Lešnik
August Lešnik – Beli (Zagreb, 16. srpnja 1914. – Zagreb, 24. veljače 1992.), hrvatski nogometni reprezentativac, po zanimanju stomatolog.

## Klupska karijera
Počeo je u zagrebačkim klubovima Derby i Šparta, da bi u Građanskom, te kasnije u Dinamu i kratko u Dubravi bio najefikasniji napadač.
S Građanskim je 1937., 1940. i 1943. godine osvojio naslove prvaka. Zabilježeno je i da je 1937., na odlučujućoj utakmici protiv BSK-a (4:0) u Beogradu, za prvih sedam minuta igre postigao tri gola.
Jedan od najboljih strijelaca u povijesti hrvatskog i jugoslavenskog nogometa, a dva puta je bio najbolji ligaški strijelac (1938. i 1939.), i dva puta na drugom mjestu.

## Reprezentativna karijera
Odigrao je 26 utakmica za reprezentaciju Zagreba, dvije za "B" i 10 za "A" reprezentaciju Jugoslavije.
Za hrvatsku reprezentaciju je odigrao devet utakmica od 1940. do 1944. i postigao 6 pogodaka.